# 로카 마조레

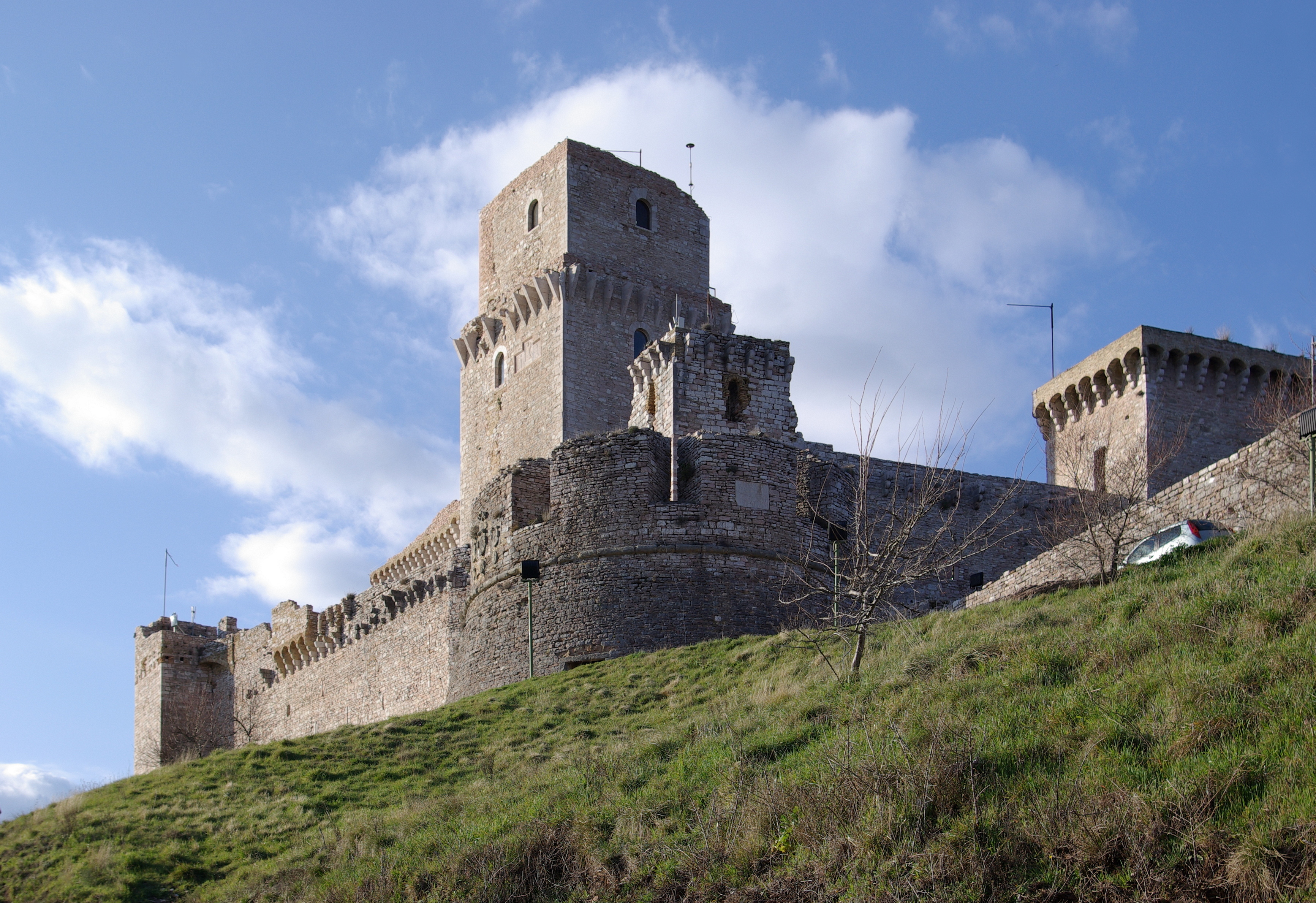
로카 마조레

로카 마조레(이탈리아어: Rocca Maggiore)은 이탈리아 움브리아주 페루자현 아시시에 있는 요새이다.

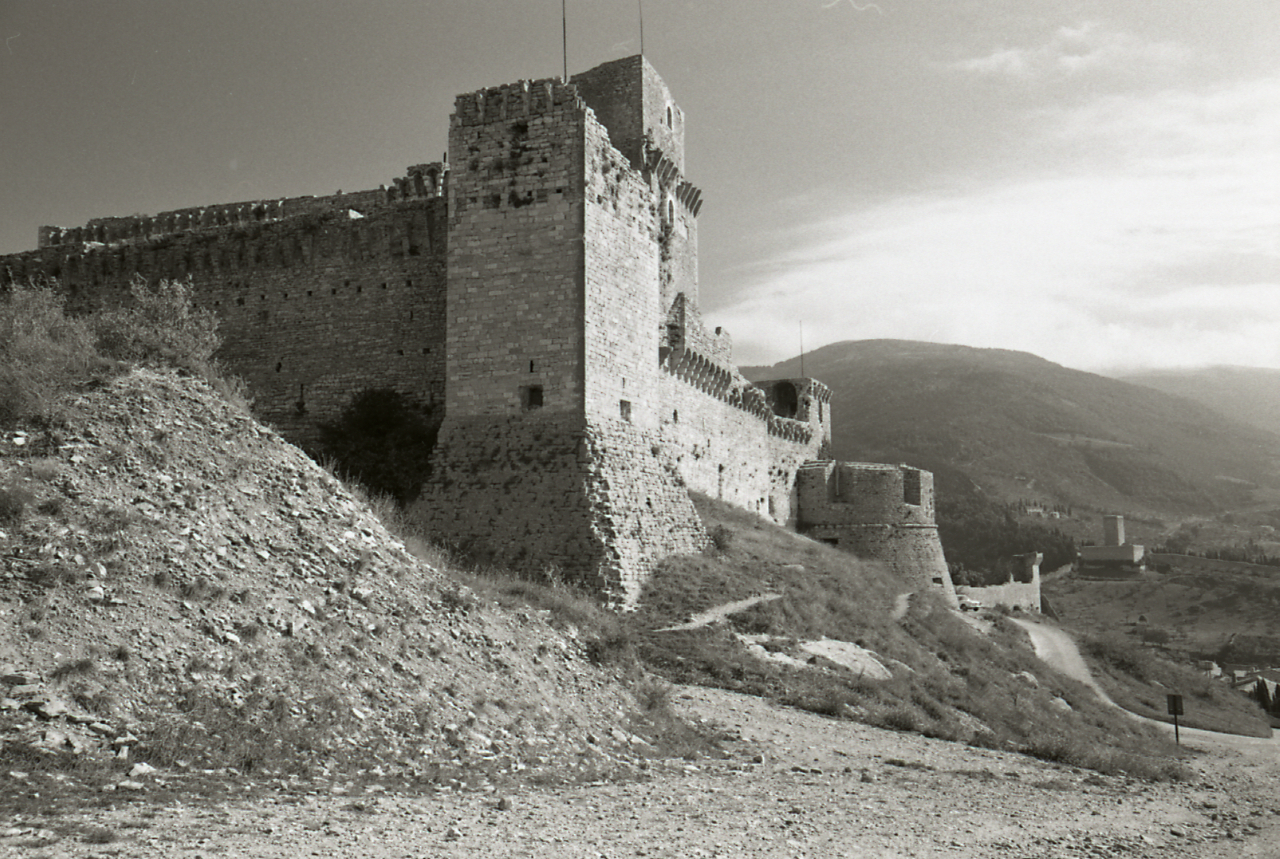
Photo Paolo Monti, 1967

## 같이 보기
- 아시시